# 尼克·巴克斯特
尼克·巴克斯特（英語：Nick Baxter，1979年7月26日—），澳大利亚男子赛艇运动员。他曾代表澳大利亚参加2001年、2003年、2007年和2008年世界赛艇锦标赛，其中2008年世界锦标赛获得一枚铜牌。